# Antiandrogen
Antiandrogens, còn được gọi là chất đối kháng androgen hoặc thuốc ức chế testosterone, là một nhóm thuốc ngăn ngừa androgen như testosterone và dihydrotestosterone (DHT) làm trung gian tác dụng sinh học của chúng trong cơ thể. Họ hành động bằng cách ngăn chặn thụ thể androgen (AR) và/hoặc ức chế hoặc ngăn chặn sản xuất androgen. Chúng có thể được coi là các đối lập chức năng của chất chủ vận AR, ví dụ androgen và steroid đồng hóa (AAS) như testosterone, DHT, và nandrolone và các bộ điều biến thụ thể androgen chọn lọc (SARM) như enobosarm. Antiandrogens là một trong ba loại thuốc đối kháng hormone giới tính, loại còn lại là antiestrogen và antiprogestogen.
Antiandrogens được sử dụng để điều trị các loại bệnh phụ thuộc androgen. Ở nam giới, antiandrogens được sử dụng trong điều trị ung thư tuyến tiền liệt, tuyến tiền liệt mở rộng, rụng tóc da đầu, ham muốn tình dục quá cao, ham muốn tình dục bất thường và có vấn đề, và dậy thì sớm. Ở phụ nữ, antiandrogens được sử dụng để điều trị mụn trứng cá, bã nhờn, mọc tóc quá mức, rụng tóc da đầu và nồng độ androgen cao, chẳng hạn như những trường hợp xảy ra trong hội chứng buồng trứng đa nang (PCOS). Antiandrogens cũng được sử dụng như một thành phần của liệu pháp hormone nữ tính cho phụ nữ chuyển giới và là thuốc chặn tuổi dậy thì ở những cô gái chuyển giới.
Tác dụng phụ của antiandrogen phụ thuộc vào loại antiandrogen và antiandrogen cụ thể trong câu hỏi. Trong mọi trường hợp, tác dụng phụ phổ biến của thuốc chống ung thư ở nam giới bao gồm đau vú, nở ngực, nữ tính, bốc hỏa, rối loạn chức năng tình dục, vô sinh và loãng xương. Ở phụ nữ, antiandrogens được dung nạp tốt hơn nhiều và antiandrogens chỉ hoạt động bằng cách ngăn chặn trực tiếp androgen có liên quan đến tác dụng phụ tối thiểu. Tuy nhiên, do estrogen được tạo ra từ androgen trong cơ thể, antiandrogen ức chế sản xuất androgen có thể gây ra mức estrogen thấp và các triệu chứng liên quan như bốc hỏa, bất thường kinh nguyệt và loãng xương ở phụ nữ tiền mãn kinh.
Có một vài loại antiandrogens chính khác nhau. Chúng bao gồm thuốc đối kháng AR, chất ức chế tổng hợp androgen và antigonadotropin. Thuốc đối kháng AR hoạt động bằng cách ngăn chặn trực tiếp tác dụng của androgen, trong khi thuốc ức chế tổng hợp androgen và antigonadotropin hoạt động bằng cách hạ thấp nồng độ androgen. Thuốc đối kháng AR có thể được chia thành các antiandrogen steroid và antiandrogen nonsteroid; Các chất ức chế tổng hợp androgen có thể được phân chia chủ yếu thành các chất ức chế CYP17A1 và các chất ức chế 5α-reductase; và antigonadotropin có thể được chia thành các chất điều chế hormone giải phóng gonadotropin (chất điều chế GnRH), proestogen và estrogen.

## Sử dụng trong y tế
Antiandrogens được sử dụng trong điều trị các loại bệnh phụ thuộc androgen ở cả nam và nữ. Chúng được sử dụng để điều trị những người đàn ông với ung thư tuyến tiền liệt, u xơ tiền liệt tuyến, mô hình rụng tóc, chứng cuồng dâm, paraphilias, và priapism, cũng như chàng trai với dậy thì sớm. Ở phụ nữ và trẻ em gái, antiandrogens được sử dụng để điều trị mụn trứng cá, bã nhờn, viêm hidradeniva suppurativa, hirsutism và chứng cường androgen. Antiandrogens cũng được sử dụng ở phụ nữ chuyển giới như là một thành phần của liệu pháp hormone nữ tính và là thuốc chặn tuổi dậy thì ở những cô gái chuyển giới.

### Đàn ông và bé trai

#### Ung thư tuyến tiền liệt
Androgens như testosterone và đặc biệt là DHT có liên quan quan trọng đến sự phát triển và tiến triển của ung thư tuyến tiền liệt. Chúng hoạt động như các yếu tố tăng trưởng trong tuyến tiền liệt, kích thích sự phân chia tế bào và phát triển mô. Theo các phương thức điều trị làm giảm tín hiệu androgen ở tuyến tiền liệt, gọi chung là liệu pháp androgen, có thể làm chậm đáng kể quá trình ung thư tuyến tiền liệt và kéo dài cuộc sống ở nam giới mắc bệnh. Mặc dù antiandrogens có hiệu quả trong việc làm chậm sự tiến triển của ung thư tuyến tiền liệt, nhưng nhìn chung chúng không thể chữa khỏi và theo thời gian, căn bệnh này thích nghi và điều trị thiếu hụt androgen cuối cùng trở nên không hiệu quả. Khi điều này xảy ra, các phương pháp điều trị khác, như hóa trị liệu, có thể được xem xét.
Các phương pháp phổ biến nhất của liệu pháp androgen thiếu hiện đang được sử dụng để điều trị ung thư tuyến tiền liệt là thiến (với một bộ điều biến GnRH hoặc cắt bỏ tinh hoàn), antiandrogens không steroid và thuốc ức chế tổng hợp androgen abiraterone axetat. Thiến có thể được sử dụng một mình hoặc kết hợp với một trong hai phương pháp điều trị khác. Khi thiến được kết hợp với một loại antiandrogen không steroid như bicalutamide, chiến lược này được gọi là phong tỏa androgen kết hợp (còn được gọi là phong tỏa androgen hoàn toàn hoặc tối đa). Enzalutamide, apalutamide và abiraterone acetate được phê duyệt đặc biệt để sử dụng kết hợp với thiến để điều trị ung thư tuyến tiền liệt kháng thiến. Đơn trị liệu với bicalutamide không steroid cũng được sử dụng trong điều trị ung thư tuyến tiền liệt như là một phương pháp thay thế cho thiến với hiệu quả tương đương nhưng với một tác dụng phụ khác biệt và có khả năng có lợi.

### Phụ nữ và bé gái

#### Tình trạng da và tóc
Antiandrogens được sử dụng trong điều trị các tình trạng da và tóc phụ thuộc androgen bao gồm mụn trứng cá, bã nhờn, viêm hidradeniva suppurativa, hirsutism và rụng tóc ở phụ nữ. Tất cả những điều kiện này phụ thuộc vào androgen, và vì lý do này, antiandrogens có hiệu quả trong điều trị chúng. Các antiandrogens được sử dụng phổ biến nhất cho các chỉ định này là cyproterone axetat và spironolactone. Flutamide cũng đã được nghiên cứu rộng rãi cho các mục đích sử dụng như vậy, nhưng đã không còn được ưa chuộng do liên quan đến độc tính gan. Bicalutamide, có nguy cơ nhiễm độc gan tương đối tối thiểu, đã được đánh giá để điều trị bệnh rậm lông và thấy hiệu quả tương tự như flutamide và có thể được sử dụng thay thế. Ngoài thuốc đối kháng AR, thuốc tránh thai đường uống có chứa ethinylestradiol có hiệu quả trong điều trị các tình trạng này, và có thể được kết hợp với thuốc đối kháng AR.
Antiandrogens thường không được sử dụng để điều trị mụn trứng cá ở nam giới do nguy cơ nữ tính hóa cao (ví dụ, gynecomastia) và rối loạn chức năng tình dục.

## Tác dụng phụ
Các tác dụng phụ của antiandrogens khác nhau tùy thuộc vào loại antiandrogen - cụ thể là liệu nó là chất đối kháng AR chọn lọc hay làm giảm nồng độ androgen - cũng như sự hiện diện của hoạt động ngoài mục tiêu trong antiandrogen. Ví dụ, trong khi các thuốc chống trầm cảm antigonadotropic như bộ điều biến GnRH và cyproterone acetate có liên quan đến rối loạn chức năng tình dục và loãng xương rõ rệt ở nam giới, các thuốc đối kháng AR chọn lọc như bicalutamide không liên quan đến chứng loãng xương. Những khác biệt này được cho là liên quan đến thực tế là các antigonadotropin ức chế nồng độ androgen và bằng các mức độ mở rộng của các chất chuyển hóa hoạt tính sinh học của androgen như estrogen và neurosteroid trong khi các chất đối kháng AR chọn lọc tương tự trung hòa các tác dụng của androgen nhưng do đó các chất chuyển hóa androgen vẫn còn nguyên vẹn. thậm chí có thể tăng chúng là kết quả của hiệu ứng progonadotropic của chúng). Một ví dụ khác, các steroid antiandrogens cyproterone acetate và spironolactone có hành động off-mục tiêu bao gồm progestogen, antimineralocorticoid, và/hoặc glucocorticoid hoạt động ngoài hoạt động antiandrogen của họ, và các hoạt động off-mục tiêu có thể gây ra tác dụng phụ.
Ở nam giới, tác dụng phụ chủ yếu của antiandrogens là khử khoáng và nữ tính hóa. Những tác dụng phụ này bao gồm đau/đau vú và gynecomastia (phát triển/mở rộng vú), giảm sự tăng trưởng / mật độ lông trên cơ thể, giảm khối lượng và sức mạnh cơ bắp, thay đổi nữ tính về khối lượng và phân bố mỡ, giảm chiều dài dương vật và kích thước tinh hoàn. Tỷ lệ gynecomastia ở nam giới với liệu pháp đơn trị liệu đối kháng AR chọn lọc đã được tìm thấy nằm trong khoảng từ 30 đến 85%. Ngoài ra, antiandrogens có thể gây vô sinh, loãng xương, bốc hỏa, rối loạn chức năng tình dục (bao gồm mất ham muốn và rối loạn cương dương), trầm cảm, mệt mỏi, thiếu máu và giảm lượng tinh dịch/xuất tinh ở nam giới. Ngược lại, tác dụng phụ của thuốc đối kháng AR chọn lọc ở phụ nữ là tối thiểu. Tuy nhiên, thuốc chống ung thư antigonadotropic như cyproterone acetate có thể gây ra chứng hạ đường huyết, vô kinh và loãng xương ở phụ nữ tiền mãn kinh, trong số các tác dụng phụ khác.
Một số thuốc chống ung thư có liên quan đến nhiễm độc gan. Chúng bao gồm, với mức độ khác nhau, cyproterone acetate, flutamide, nilutamide, bicalutamide, aminoglutethimide, và ketoconazole. Ngược lại, spironolactone, enzalutamide, và các loại thuốc chống ung thư khác không liên quan đến nhiễm độc gan. Tuy nhiên, mặc dù chúng không gây nguy cơ nhiễm độc gan, spironolactone có nguy cơ tăng kali máu và enzalutamide có nguy cơ bị co giật.

## Quá liều
Antiandrogens tương đối an toàn  quá liều cấp tính.

## Cơ chế hoạt động

### Thuốc đối kháng thụ thể Androgen
| Hợp chất                                                                                 | <abbr title="<nowiki>Androgen receptor</nowiki>">AR <abbr title="<nowiki>Relative binding affinity</nowiki>">RBA (%) |
| ---------------------------------------------------------------------------------------- | --- |
| Metribolone                                                                              | 100 |
| Dihydrotestosterone                                                                      | 85 |
| Codoterone axetat                                                                        | 7,8 |
| Bicalutamid                                                                              | 1,4 |
| Nilutamid                                                                                | 0,9 |
| Hydroxyflutamide                                                                         | 0,57 |
| Flutamid                                                                                 | <0,0057 |
| Lưu ý: Mô tuyến tiền liệt của con người được sử dụng cho các xét nghiệm. Nguồn: Xem mẫu. | |

| Antiandrogen | Hiệu lực tương đối |
| --- | ------------------ |
| Zanoterone | 0,4                |
| Codoterone axetat | 1                  |
| Flutamid | 3,3                |
| Hydroxyflutamide | 3,5                |
| Bicalutamid | 4.3                |
| Mô tả: Hiệu lực tương đối của thuốc kháng huyết thanh dùng đường uống trong việc đối kháng 0,8 đến 1,0 mg/kg <abbr title="<nowiki>subcutaneous injection</nowiki>">sc testosterone propionate -induced tuyến tiền liệt bụng tăng cân trong thiến non nớt chuột đực. Nguồn: Xem mẫu. |                    |

## Hóa học
Antiandrogens có thể được chia thành nhiều loại khác nhau dựa trên cấu trúc hóa học, bao gồm antiandrogens steroid, antiandrogens không steroid và peptide. Antiandrogens steroid bao gồm các hợp chất như cyproterone axetat, spironolactone, estradiol, abiraterone axetat và finasteride; antiandrogens không steroid bao gồm các hợp chất như bicalutamide, elagolix, diethylstilbestrol, aminoglutethimide và ketoconazole; và peptide bao gồm các chất tương tự GnRH như leuprorelin và cetrorelix.

## Xã hội và văn hoá

### Từ nguyên
Thuật ngữ antiandrogen thường được sử dụng để chỉ các chất đối kháng AR, như được mô tả bởi Dorfman (1970):
Antiandrogens are substances which prevent androgens from expressing their activity at target sites. The inhibitory effect of these substances, therefore, should be differentiated from compounds which decrease the synthesis and/or release of hypothalamic (releasing) factors, from anterior pituitary hormones (gonadotropins, particularly luteinizing hormone) and from material which acts directly on the gonads to inhibit biosynthesis and/or secretion of androgens.
 Tuy nhiên, bất chấp những điều trên, thuật ngữ này cũng có thể được sử dụng để mô tả các loại thuốc chống ung thư chức năng như chất ức chế tổng hợp androgen và antigonadotropin, bao gồm cả estrogen và proestogen. Ví dụ, proestogen và do đó antigonadotropin medroxyprogesterone acetate đôi khi được mô tả là một antiandrogen steroid, mặc dù nó không phải là chất đối kháng của AR.